# Edizioni di Ciao maschio
In questa pagina sono descritte ed elencate le edizioni del programma Ciao maschio, in onda su Rai 1 dal 13 febbraio 2021 con la conduzione di Nunzia De Girolamo.

## Puntate e ascolti

### Prima edizione (2021)
La prima edizione di Ciao maschio è andata in onda dal 13 febbraio al 22 maggio 2021 con la conduzione di Nunzia De Girolamo.
| Puntata | Messa in onda    | Ospiti                                                       | Ascolti        | Ascolti |
| Puntata | Messa in onda    | Ospiti                                                       | Telespettatori | Share   |
| ------- | ---------------- | ------------------------------------------------------------ | -------------- | ------- |
| 1       | 13 febbraio 2021 | Luigi de Magistris, Stefano De Martino, Francesco Paolantoni | 745 000        | 8,6%    |
| 2       | 20 febbraio 2021 | Luca Barbareschi, Francesco Sarcina, Guido Crosetto          | 683 000        | 6,5%    |
| 3       | 27 febbraio 2021 | Rocco Casalino, Paolo Crepet, Maurizio Casagrande            | 593 000        | 7,5%    |
| 4       | 13 marzo 2021    | Vladimir Luxuria, Riccardo Bocca, Enrico Silvestrin          | 623 000        | 6%      |
| 5       | 20 marzo 2021    | Vittorio Sgarbi, Raffaele Morelli, Cesare Bocci              | 1 085 000      | 7,6%    |
| 6       | 27 marzo 2021    | Leo Gullotta, Giampiero Mughini, Francesco Arca              | 674 000        | 4,3%    |
| 7       | 3 aprile 2021    | Gigi D'Alessio, Giampiero Ingrassia, Pino Insegno            | 807 000        | 7,4%    |
| 8       | 10 aprile 2021   | Carlo Calenda, Francesco Pannofino, Beppe Convertini         | 742 000        | 9%      |
| 9       | 17 aprile 2021   | Gigi Marzullo, Clementino, Alessandro Tersigni               | 544 000        | 8,7%    |
| 10      | 24 aprile 2021   | Al Bano, Paolo Conticini, Raimondo Todaro                    | 645 000        | 10,3%   |
| 11      | 1º maggio 2021   | Vincenzo Salemme, don Davide Banzato, Tommaso Labate         | 662 000        | 5,9%    |
| 12      | 8 maggio 2021    | Marco Tardelli, Francesco Facchinetti, Giorgio Borghetti     | 731 000        | 6,5%    |
| 13      | 15 maggio 2021   | Luigi Di Maio, Michele Placido, Paolo Belli                  | 698 000        | 7,3%    |
| 14      | 22 maggio 2021   | Alessandro Zan, Marcello Masi, Federico Quaranta             | 647 000        | 12,8%   |
| Media   | Media            | Media                                                        | 706 000        | 7,7%    |

### Seconda edizione (2022)
La seconda edizione di Ciao maschio è andata in onda dal 12 febbraio al 9 luglio 2022 con la conduzione di Nunzia De Girolamo.
| Puntata | Messa in onda    | Ospiti                                                  | Ascolti        | Ascolti |
| Puntata | Messa in onda    | Ospiti                                                  | Telespettatori | Share   |
| ------- | ---------------- | ------------------------------------------------------- | -------------- | ------- |
| 1       | 12 febbraio 2022 | Patrizio Oliva, Giovanni Scifoni, Michele Mirabella     | 814 000        | 9,41%   |
| 2       | 19 febbraio 2022 | Michele Emiliano, Andrea Vianello, Sergio Rubini        | 743 000        | 8%      |
| 3       | 26 febbraio 2022 | Giorgio Gori, Arturo Brachetti, Rocco Hunt              | 684 000        | 7,25%   |
| 4       | 5 marzo 2022     | Giovanni Malagò, Ricky Tognazzi, Gianmarco Saurino      | 570 000        | 5,49%   |
| 5       | 12 marzo 2022    | Flavio Briatore, Luca Tommassini, Sergio Friscia        | 729 000        | 6,93%   |
| 6       | 19 marzo 2022    | Franco Trentalance, Roy De Vita, Manuel Casella         | 722 000        | 6,84%   |
| 7       | 26 marzo 2022    | Clemente Mastella, Fausto Leali, Ringo                  | 689 000        | 6,69%   |
| 8       | 2 aprile 2022    | Enzo Decaro, Giuseppe Iodice, Simone Rugiati            | 645 000        | 9,52%   |
| 9       | 9 aprile 2022    | Andrea Scanzi, Rosario Morra, Luigi Esposito            | 637 000        | 7,04%   |
| 10      | 16 aprile 2022   | Matteo Bassetti, Luca Sommi, Antonio Giuliani           | 483 000        | 6%      |
| 11      | 23 aprile 2022   | Highsnob, Giancarlo Magalli, Natale Giunta              | 648 000        | 8,23%   |
| 12      | 30 aprile 2022   | Shel Shapiro, Alessandro Greco, Federico Ruffo          | 633 000        | 7,77%   |
| 13      | 7 maggio 2022    | Lello Arena, Guglielmo Scilla, Davide Napoleone         | 629 000        | 8,25%   |
| 14      | 9 luglio 2022    | Ignazio La Russa, Pierpaolo Pretelli, Alessandro Quarta | 486 000        | 9,57%   |
| Media   | Media            | Media                                                   | 651 000        | 7,64%   |

### Terza edizione (2023)
La terza edizione di Ciao maschio è andata in onda dal 21 gennaio al 15 aprile 2023 con la conduzione di Nunzia De Girolamo.
| Puntata | Messa in onda    | Ospiti                                                                 | Ascolti        | Ascolti |
| Puntata | Messa in onda    | Ospiti                                                                 | Telespettatori | Share   |
| ------- | ---------------- | ---------------------------------------------------------------------- | -------------- | ------- |
| 1       | 21 gennaio 2023  | Carlo Conti, Lele Adani, Giovanni Esposito                             | 897 000        | 13,92%  |
| 2       | 28 gennaio 2023  | Massimiliano Gallo, Corrado Formigli, Marcello Sacchetta               | 683 000        | 10,49%  |
| 3       | 4 febbraio 2023  | Gialappa's Band, Filippo Magnini, Fabrizio Biggio                      | 773 000        | 12,63%  |
| 4       | 18 febbraio 2023 | Cristiano Malgioglio, Matteo Paolillo, Alvise Rigo                     | 694 000        | 13,41%  |
| 5       | 25 febbraio 2023 | Gabriele Cirilli, Alex Di Giorgio, Manuel Bortuzzo                     | 800 000        | 15,97%  |
| 6       | 4 marzo 2023     | Peppe Iodice, Jonathan Kashanian, LDA                                  | 678 000        | 14,69%  |
| 7       | 11 marzo 2023    | Simone Montedoro, Andrea Sannino, Francesco Oppini, Vincenzo Schettini | 747 000        | 13,72%  |
| 8       | 18 marzo 2023    | Alberto Matano, Raul Cremona, Raiz                                     | 665 000        | 16,61%  |
| 9       | 25 marzo 2023    | Gene Gnocchi, Fabio Canino, Francesco Procopio                         | 574 000        | 15,67%  |
| 10      | 1º aprile 2023   | Antonino Spadaccino, Alessio Vassallo, Samuel Peron, Fabio Esposito    | 635 000        | 16,92%  |
| 11      | 8 aprile 2023    | Adriano Panatta, Vincenzo Ferrera, Andrea Di Maria                     | 551 000        | 14,97%  |
| 12      | 15 aprile 2023   | Sergio Assisi, Antonio De Matteo, Tommaso Stanzani, Domenico Mazzullo  | 509 000        | 13,12%  |
| Media   | Media            | Media                                                                  | 684 000        | 14,34%  |

Durante questa stagione è stata trasmessa una puntata speciale intitolata Ciao maschio in musica che includeva i migliori artisti della prima e della seconda edizione.

### Quarta edizione (primavera 2024)
La quarta edizione di Ciao maschio è andata in onda dal 13 aprile al 1º giugno 2024 con la conduzione di Nunzia De Girolamo.
| Puntata | Messa in onda  | Ospiti                                               | Ascolti        | Ascolti |
| Puntata | Messa in onda  | Ospiti                                               | Telespettatori | Share   |
| ------- | -------------- | ---------------------------------------------------- | -------------- | ------- |
| 1       | 13 aprile 2024 | Paolo Bonolis, Giacomo Giorgio, Claudio Cecchetto    | 559 000        | 11,68%  |
| 2       | 20 aprile 2024 | Walter Nudo, Roberto Farnesi, Tommaso Cerno          | 778 000        | 12,97%  |
| 3       | 27 aprile 2024 | Morgan, Sergio Múñiz, Max Felicitas                  | 634 000        | 12,50%  |
| 4       | 4 maggio 2024  | Enrico Montesano, Federico Zampaglione, Max Mariola  | 594 000        | 10,32%  |
| 5       | 11 maggio 2024 | Jerry Calà, Raz Degan, Paolo Ruffini                 | 973 000        | 22,95%  |
| 6       | 18 maggio 2024 | Francesco Facchinetti, Giuseppe Zeno, Giulio Berruti | 505 000        | 9,91%   |
| 7       | 25 maggio 2024 | Gianmarco Tognazzi, Mario Biondi, Giovanni Angiolini | 1 013 000      | 10,68%  |
| 8       | 1º giugno 2024 | Nino D'Angelo, Giampaolo Morelli, Emanuel Lo         | 986 000        | 11,20%  |
| Media   | Media          | Media                                                | 772 000        | 12,81%  |

### Quinta edizione (estate-autunno 2024)
La quinta edizione di Ciao maschio è andata in onda dal 14 settembre al 16 novembre 2024 con la conduzione di Nunzia De Girolamo.
| Puntata | Messa in onda     | Ospiti                                              | Ascolti        | Ascolti |
| Puntata | Messa in onda     | Ospiti                                              | Telespettatori | Share   |
| ------- | ----------------- | --------------------------------------------------- | -------------- | ------- |
| 1       | 14 settembre 2024 | Antonino Spinalbese, Gianluca Semprini, Ruben Bondì | 651 000        | 14,73%  |
| 2       | 21 settembre 2024 | Raoul Bova, Corrado Tedeschi, Andrea Paris          | 514 000        | 12,14%  |
| 3       | 28 settembre 2024 | Massimo Boldi, Mirko Frezza, Edoardo Stoppa         | 581 000        | 16,60%  |
| 4       | 5 ottobre 2024    | Sal Da Vinci, Roberto Ciufoli, Gianluca Torre       | 715 000        | 19,28%  |
| 5       | 12 ottobre 2024   | Massimo Ghini, Gabriele Corsi, Marco Columbro       | 710 000        | 19,70%  |
| 6       | 19 ottobre 2024   | Massimo Lopez, Giobbe Covatta, Tullio Solenghi      | 608 000        | 15,18%  |
| 7       | 26 ottobre 2024   | Rocco Siffredi, Salvo Sottile, Dario Sammartino     | 896 000        | 20,10%  |
| 8       | 2 novembre 2024   | Lino Banfi, Giorgio Mastrota, Francesco Cicchella   | 638 000        | 18,21%  |
| 9       | 9 novembre 2024   | Gabriel Garko, Gian Ettore Gassani, Paolo Camilli   | 720 000        | 19,32%  |
| 10      | 16 novembre 2024  | Pupi Avati, Giovanni Terzi, Antonino Tamburello     | 848 000        | 22,66%  |
| Media   | Media             | Media                                               | 688 000        | 17,79%  |

### Sesta edizione (primavera 2025)
La sesta edizione di Ciao maschio è andata in onda dal 5 aprile al 7 giugno 2025 con la conduzione di Nunzia De Girolamo.
| Puntata | Messa in onda  | Ospiti                                                 | Ascolti        | Ascolti |
| Puntata | Messa in onda  | Ospiti                                                 | Telespettatori | Share   |
| ------- | -------------- | ------------------------------------------------------ | -------------- | ------- |
| 1       | 5 aprile 2025  | Piero Marrazzo, Rocco Papaleo, Ivan Zazzaroni          | 721 000        | 11,50%  |
| 2       | 12 aprile 2025 | Mauro Repetto, Dario Vergassola, Enzo Miccio           | 565 000        | 9,90%   |
| 3       | 19 aprile 2025 | Angelo Madonia, Patrizio Rispo, Andy Luotto            | 623 000        | 7,50%   |
| 4       | 3 maggio 2025  | Leo Gassmann, Peppe Lanzetta, Simone Susinna           | 399 000        | 7,40%   |
| 5       | 10 maggio 2025 | Brunello Cucinelli, Valerio Scanu, Edoardo Tavassi     | 505 000        | 7,80%   |
| 6       | 17 maggio 2025 | Luchè, Enzo Paolo Turchi, Andrea Pezzi                 | 743 000        | 18,60%  |
| 7       | 24 maggio 2025 | Alessandro Sallusti, Francesco Panarella, Cesare Bocci | 524 000        | 11,20%  |
| 8       | 7 giugno 2025  | Artem Tkachuk, Francesco Pannofino, Alex Neri          | 444 000        | 8,90%   |
| Media   | Media          | Media                                                  | 565 000        | 10,35%  |